# Heiligdom van Artemis Orthia

Het heiligdom van Artemis Orthia (witte ster) nabij Sparta in de Peloponnesus

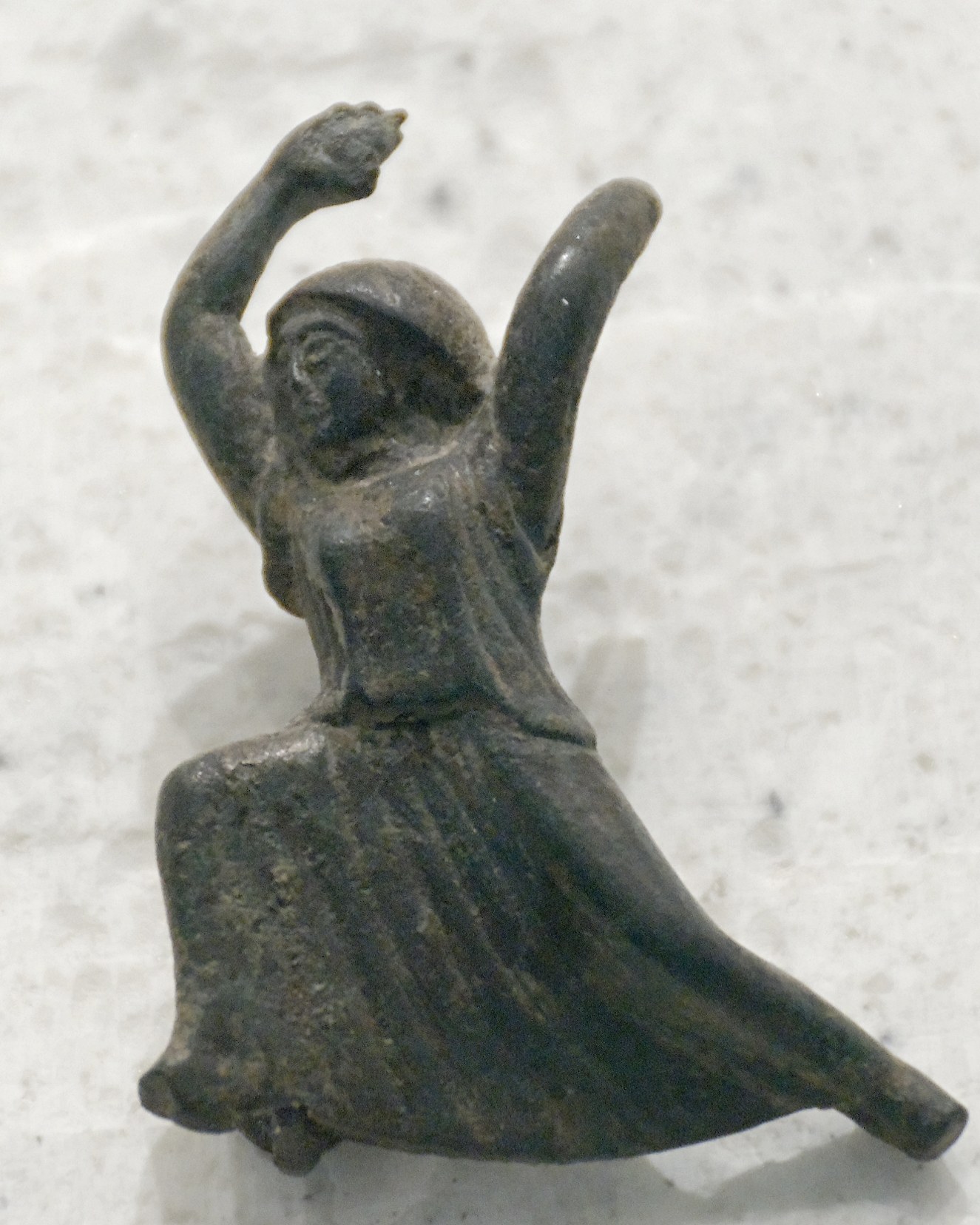
Springend (Spartaans) meisje (Louvre).

Het Heiligdom van Artemis Orthia, was in archaïsch Griekse tijden reeds aan de godin Artemis gewijd, en bleef als spil van deze cultus in het oude Griekenland een van de belangrijkste religieuze sites van de stadstaat Sparta.
Vanaf minstens 700 v.C. werd de plaats druk bezocht door vrouwen: een ontzettend groot aantal votiefoffers werd er gevonden: meer dan 100.000 loden figurines, meestal van dansende of rijdende meisjes, zijn hier opgegraven. Sommige stellen Helena voor, naar wordt vermoed.

## Oorsprong
Het heiligdom of een voorafgaande dateert uit mythische tijden.
Toen Theseus haar als nog jonge maagd in haar eer aanviel, was Helena aan het dansen in een heiligdom gewijd aan Artemis Orthia, aldus de mythe. De oudere vorm van Artemis, de maagdenjaagster en beschermster van moeders en kinderen, was in hybride vorm in Orthia aanwezig, een Dorische godin, geassocieerd met jeugd, vruchtbaarheidsriten en de dageraad. 

Opgravingen leveren een datering van bepaalde bouwsels uit de 8e eeuw v.Chr. Afgaand op gevonden potscherven wordt aangenomen dat de cultus reeds tweehonderd jaar eerder bestond.

## Het heiligdom
De cultus van Orthia (Orthesia is een variant) was algemeen geldend voor de vier dorpen waaruit Sparta is ontstaan: Limnai, waar het heiligdom gesitueerd is, Pitana, Kynosoura en Mesoa.
Het is gelegen in een natuurlijk bassin tussen Limnai en de westelijke oever van de Eurotas, buiten het antieke Sparta, en buiten bereik van alle inkijk en gevaar, behalve de ergste overstromingen. Te oordelen naar potscherven uit de duistere eeuwen zou de cultus reeds vanaf de 10e eeuw v.Chr. dateren (Rose in Dawkins 1929:399). Er zijn geen Helladische of Myceense lagen op de site aangetroffen De cultus werd oorspronkelijk rond een rechthoekig aarden altaar voltrokken, dat uit de as van achtereen volgende offers was opgetrokken. Helemaal aan het begin van de 8e eeuw v.Chr. werd de temenos geplaveid met rivierkeien en van een trapeziumvormige muur voorzien. Toen werd ook een houten en vervolgens een stenen altaar opgetrokken, evenals de tempel. De werken werden gefinancierd met winst van oorlogen die de Spartanen voerden.
In 570 v.Chr. werd in het heiligdom van Artemis Orthia even buiten Sparta een tweede tempel gebouwd onder leiding van de beide koningen Leo en Agasicles. Recente militaire successen maakten het mogelijk het project te financieren.
Het terrein werd daarvoor opgehoogd en verstevigd, waarschijnlijk na erosie vanwege de Eurotas. Er werd toen gelijk met de tempel een nieuw altaar uit kalksteen opgetrokken met dezelfde oriëntatie als de oude bouwsels, op een bed van rivierzand. Ook werd de ommuring vergroot en uitgebouwd tot een grote rechthoek.
In de 2e eeuw v.Chr. werd de tweede tempel helemaal herbouwd, maar niet het altaar. Dat zou pas in de 3e eeuw worden vervangen toen de Romeinen daar een amfitheater bouwden om toeristen bij de diamastigosis (zie verder) toe te laten. In het beton werden veel fragmenten met inscripties van de oudere structuren bewaard.

## Cultus

### Primitieve cultuselementen

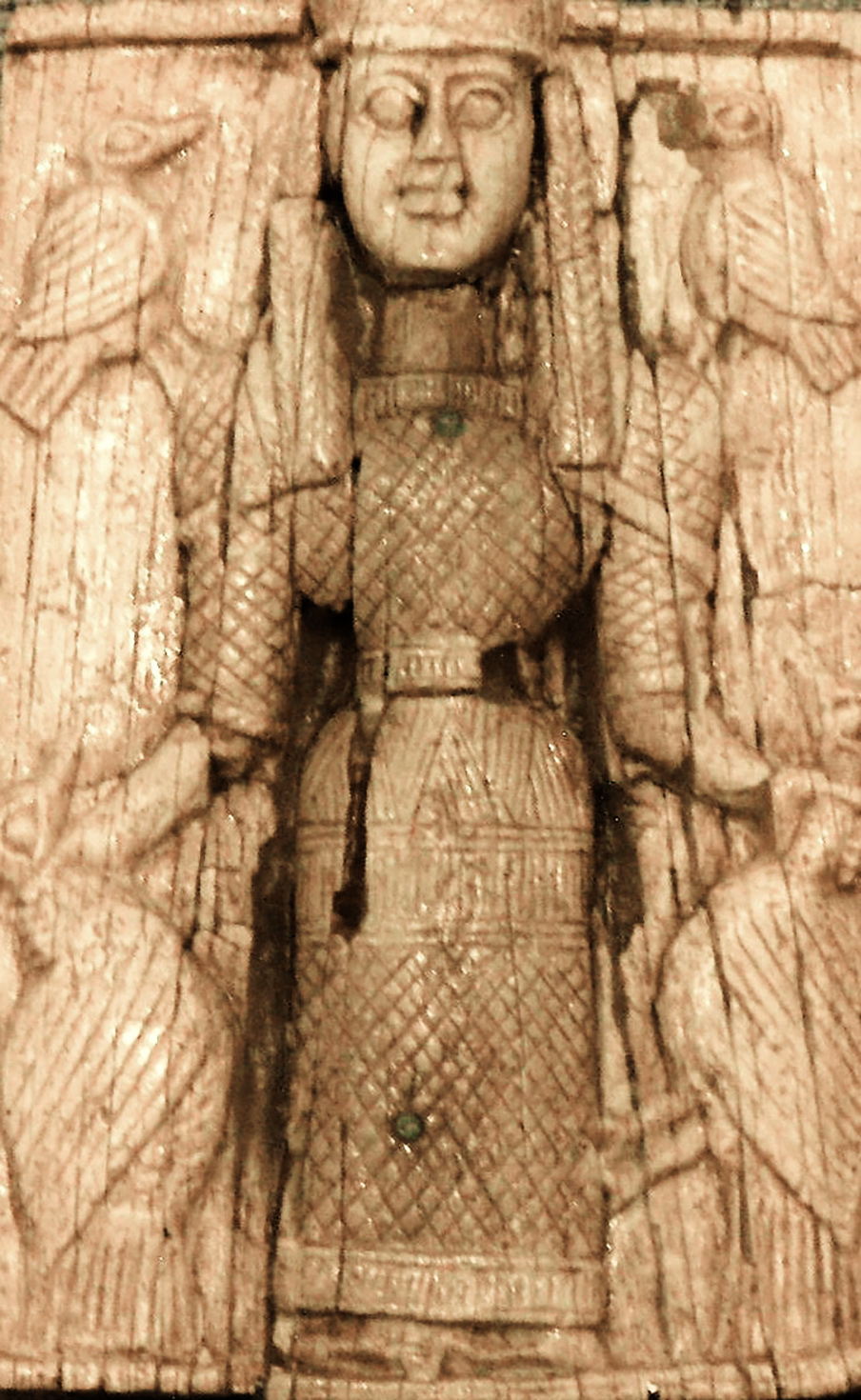
Archaïsche (preklassieke) representatie van de godin op een ivoren ex voto (Nationaal Archeologisch Museum van Athene) zou het cultusbeeld kunnen weergeven.

De cultus van Orthia dateert uit een oorspronkelijk pre-antropomorfische en pre-Olympische tijd. De inscripties melden enkel "Orthia"
Oosters aandoende gesneden ivoren afbeeldingen, die op de site zijn opgegraven, tonen een gevleugelde godin met in elke hand een op een vogel lijkend dier op de manier van de Meesteres der dieren Potnia Theron. Uit een aantal half afgewerkte ivoren afbeeldingen uit de site blijkt dat ze ter plaatse werden gemaakt.
Het xoanon (archaïsch houten tempelbeeld) was afkomstig uit Tauris, aldus Euripides, vanwaar het volgens hem door Iphigeneia en Orestes onterecht zou zijn vandaan gehaald.
Pausanias beschrijft het best de oorsprong van de daarop volgende diamastigosis (flagellatieritueel):
"Ik geef nog een bewijs dat de Orthia van Lacedaimonië het houten beeld van de vreemdelingen is. Eerstens is het zo dat Astrabacus en Alopecus, zonen van Irbus, zoon van Amphisthenes, zoon van Amphicles, zoon van Agis, toen zij het beeld vonden op slag waanzinnig werden. Tweedens, toen de Spartaanse Limnatiërs, de Cynosuriërs, en het volk van Mesoa en Pitane aan Artemis offerden, kwam er ruzie, wat ook tot bloedvergieten leidde. Velen werden gedood bij het altaar, en de overigen gingen aan ziekte ten onder.
Waarna een orakeluitspraak aan hen werd overgemaakt, dat ze het altaar in mensenbloed hoorden te dopen. Op wie het lot viel, die zou geofferd worden, maar Lycurgus veranderde die gewoonte in het geselen van een ephebos, en zo werd het altaar met menselijk bloed besprenkeld. Bij hen staat de priesteres, die het houten beeld ophoudt. Nu is het klein en licht, maar indien de geselaars de roe sparen vanwege de schoonheid van de knaap of zijn rang, dan voelt de priesteres plots het beeld zo zwaar worden, dat zij het nog nauwelijks kan houden. Ze wijt dit aan de geselaars en zegt dat het door hen komt dat zij het moet laten zakken. Dus al van de tijd van die offers in het Taurisch land blijft het beeld mensenbloed aantrekken. Ze noemen het niet alleen Orthia, maar ook Lygodesma (Λυγοδέσμα - wilggebonden), omdat het zou gevonden zijn in een wilgentakkenbos, en de wilg die het omgaf het beeld rechtop deed staan." (Beschrijving van Griekenland III, 16, 9–11)
Volgens Plutarchus' Leven van Aristides (17, 8) is de ceremonie een herspelen ter nagedachtenis van een episode uit de Perzische Oorlogen
Behalve de flagellatie van de diamatigosis hield de cultusviering ook koordansen door de meisjes in en individuele dansen van knapen. Voor de jonge mannen was de prijs een sikkel, wat een landbouwritueel inhoudt.
De aanwezigheid van ex voto's (votiefoffers) in het Artemis Orthia heiligdom toont de populariteit van deze cultus aan. Meer dan 100.000 loden figurines, veel van dansende of paardrijdende meisjes, zijn hier opgegraven. Sommige stellen Helena zelf voor denkt men Het is een unieke verzameling metalen en terracotta figurines van meisjes die cimbalen, fluiten en de lier bespelen, of te paard rijden. Verder vond men er ook kleimaskers die oude vrouwen voorstellen of hoplieten.
Wat Plato over Sparta verbaasde was dat: "Meisjes er een strikt trainingsregime kregen dat ze even fit maakte als jongens. Vrouwen konden economisch onafhankelijk zijn. Ze leerden muziek en poëzie".

De Spartaanse vrouw genoot grote zelfstandigheid, in tegenstelling tot de Atheense, die aldus Xenophon "zo weinig mogelijk zien, horen en spreken" moest Hij vermeldt aangaande deze jonge meisjes ook dat zij het recht hadden op eenzelfde portie voedsel als de jongens, en sport beoefenden en vochten zoals zij. Verder is hij blijkbaar onder de indruk van de schoonheid van deze sterke sportieve vrouwen in wat hij noemt "Sparta Kaligunaika": 'Het Sparta van de mooie vrouwen'.

## Gevleugelde Artemis
De archaïsche gevleugelde Artemis, zoals zij op talloze ex voto's staat afgebeeld die dateren uit de periode van de 8e tot laat 6e eeuw v.Chr. bleef hier het langst in ere als Artemis Orthia. De inscripties roepen haar ook steeds als Orthia aan, of Artemis Orthia, maar nooit als Artemis alleen.

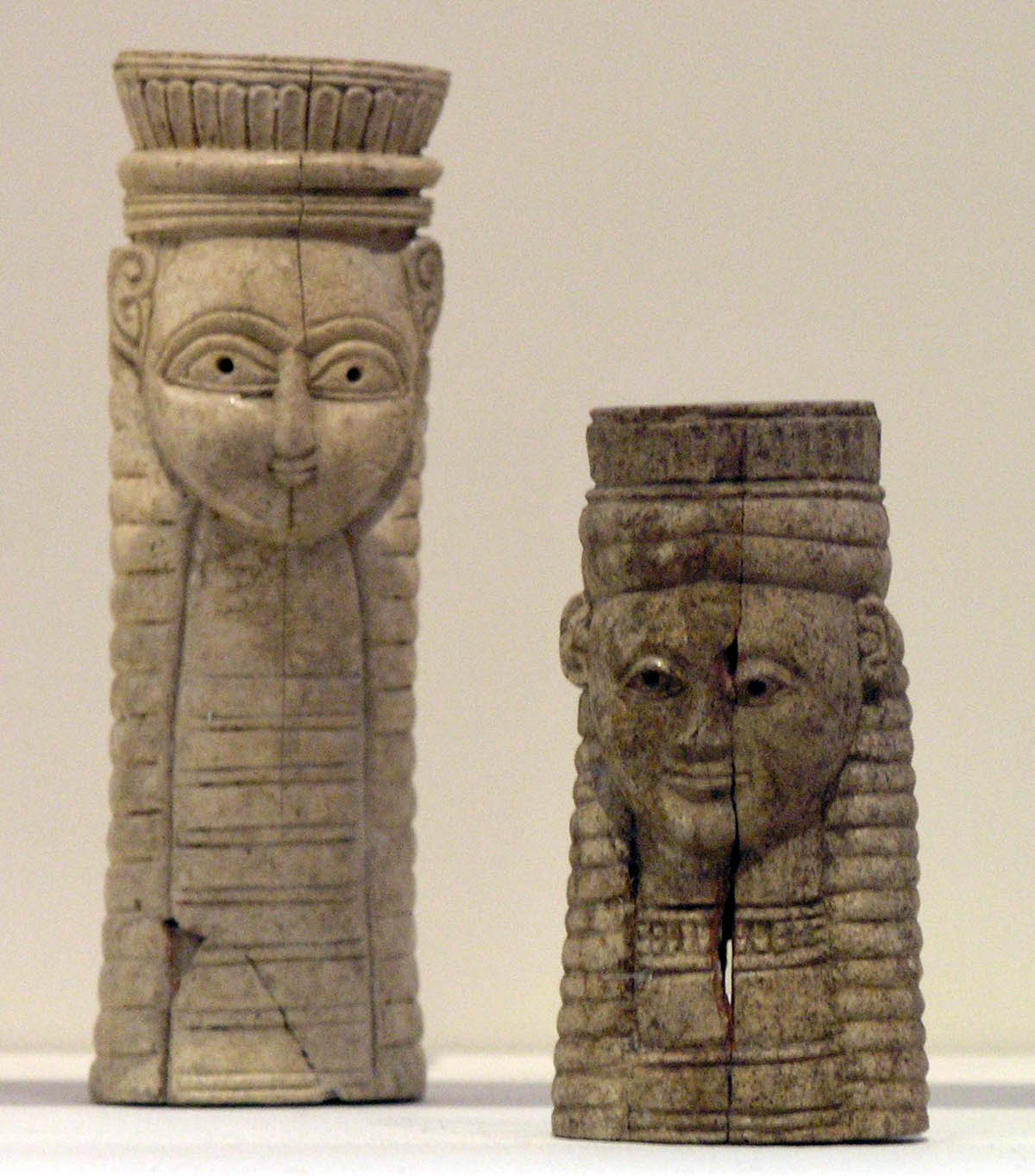
Votiefoffers die bustes van dieren tonen, Nationaal Archeologisch Museum van Athene

## Opgravingen van de site
De site werd aan het licht gebracht door de Britse school voor archeologie bij hun opgravingen in Laconia van 1906-10. In die tijd leek de onopgegraven site enkel uit de ruïne van een Romeins theater te bestaan, die sterk was geplunderd na de stichting van het moderne Sparta in 1834, en die bijna in de rivier zou gaan schuiven. Archeologen onder leiding van Richard MacGillivray Dawkins vonden spoedig aanwijzingen van Griekse bezetting. Dawkins schrijft: "Het Romeins theater konden we gemakkelijk beschermen... een grote hoeveelheid antieke voorwerpen die door hun uitstraling van het primitieve Sparta, deze opgraving een kapitale betekenis hebben verleend." Hierop volgde de ontdekking van een lange onafgebroken sequentie van archeologische lagen.
De eerste opgravingsronde duurde vijf seizoenen, waarin Dawkins A History of the Sanctuary publiceerde in 1910. Het werd gekenmerkt door sterke focus op stratigrafie. De opgravingen van 1924–1928 in Sparta dienden ook voor de schoonmaak van de Orthia-site in 1928.

## Zie ook

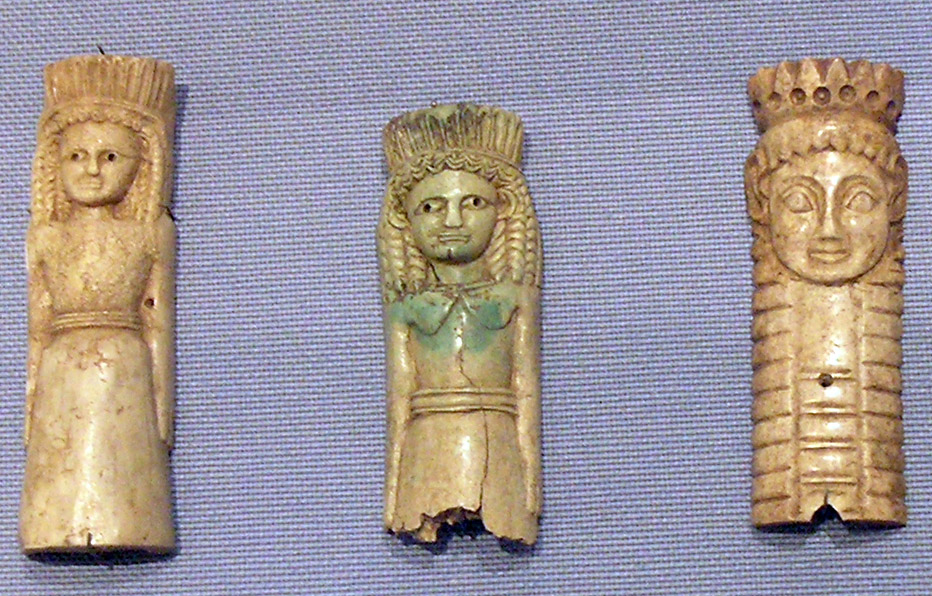
Ivoren bustes van de godin; votiefoffers, Nationaal Archeologisch Museum van Athene